# Fusigobius maximus
Fusigobius maximus és una espècie de peix de la família dels gòbids i de l'ordre dels perciformes.

## Morfologia
- Els mascles poden assolir 7,5 cm de longitud total i les femelles 6,88.[4]

## Hàbitat
És un peix marí, de clima tropical i demersal que viu entre 3-21 m de fondària.

## Distribució geogràfica
Es troba al Mar Roig, Sri Lanka, Indonèsia, les Filipines i el Mar del Corall.

## Observacions
És inofensiu per als humans.